# Središte mase
Središte mase, centar masa ili centar mase  je točka koja se nalazi na prosječnoj udaljenosti od svih čestica nekog sustava ili pojedinih čestica tijela, hvatište ukupne vanjske sile koja djeluje na sustav čestica ili na tijelo. Ako se sustav čestica ili tijelo giba pod utjecajem vanjske sile, točka u kojoj se nalazi središte mase giba se kao da se u njoj nalazi sva masa sustava ili tijela. Ako tijelo nije jednolike gustoće, središte mase ne mora se nalaziti u geometrijskom središtu tijela. Središte mase katkad se nalazi i izvan volumena tijela (na primjer za tijela u obliku prstena ili potkove, za sustav zvijezda).
Središte mase podudara se s težištem tijela ako je gravitacijsko ubrzanje konstantno i jednako u svim točkama tijela. Koristi se za izračune u mehanici koji postaju jednostavniji kada se pretpostavi da se sva masa tijela nalazi koncentrirana u središtu mase.
Središte mase nekoga tijela ili sustava čestica je točka u kojoj kao da je sadržana ukupna masa toga tijela ili sustava. Ovakav opis nije dovoljno jasan da bi se mogao smatrati formalnom definicijom, ali intuitivno upućuje na fizikalni smisao i neke primjene, na primjer:
- količina gibanja tijela ili sustava jednaka je umnošku njegove mase i brzine njegovog središta masa;
- ako na tijelo ili sustav ne djeluju vanjske sile, njegov centar masa miruje ili se giba jednoliko pravocrtno, dok se pojedini dijelovi tijela ili sustava mogu gibati drugačije (primjena Prvog Newtonovog zakona);
- vanjska sila koja djeluje na tijelo ili sustav daje njegovom centru masa akceleraciju koja je jednaka omjeru te sile i mase tijela ili sustava, dok pojedini dijelovi tijela ili sustava mogu imati drugačije akceleracije (primjena 2. Newtonovog aksioma za nerelativističke brzine);
- u nekim primjenama klasične mehanike koristi se pojam materijalna točka: to je matematička konstrukcija koja tijelo u cijelosti nadomješta s njegovim centrom masa, to jest prikazuje proizvoljno veliko tijelo kao točku u kojoj je doista sadržana njegova proizvoljno velika masa.
U ovome članku pojam čestica označava neku vrlo malu masu koja stvarno zauzima tako mali volumen da se njezin položaj može dobro opisati (u promatranom kontekstu) samo jednom točkom, to jest njezinim vektorom položaja. Tijelo kojemu dimenzije nisu zanemarivo male smatramo sastavljenim od ogromnog broja međusobnim silama povezanih čestica (ili zamišljamo kontinuiranu razdiobu tijela na diferencijalne elemente). Sustav čestica označava neki skup čestica koje stvarnim ili zamišljenim razgraničenjem možemo razlučiti od okoline (i koje mogu ali i ne moraju djelovati jedna na drugu).
Daljnja razmatranja temelje se na predodžbi da se pojedina čestica podudara sa svojim centrom masa (to jest volumen čestice je tako mali da je praktično sadržan u njezinom centru masa).

## Definicija
Centar masa sustava od N čestica je točka C određena vektorom položaja {\displaystyle \scriptstyle {\vec {r}}_{C}} prema formuli
{\displaystyle {\vec {r}}_{C}={\frac {1}{m}}\sum _{i=1}^{N}m_{i}{\vec {r}}_{i}}       (gdje je   {\displaystyle m=\sum _{i=1}^{N}m_{i}}   ukupna masa sustava).
Pojedina čestica označena je simbolom "i" (i=1, 2, ... N), tj. njezina masa je {\displaystyle \scriptstyle m_{i}} a njezin vektor položaja je {\displaystyle \scriptstyle {\vec {r}}_{i}}.
Ista jednadžba može se koristiti i za određivanje centra masa sustava sastavljenog od proizvoljno velikih dijelova, ako znamo koordinate centra masa svakoga dijela. Tada je {\displaystyle \scriptstyle m_{i}} masa pojedinog dijela, dok {\displaystyle \scriptstyle {\vec {r}}_{i}} označava vekor položaja centra masa toga dijela (primjer na skici dolje).
Centar masa tijela može se opisati istom gornjom formulom ako se zamišlja da se tijelo sastoji od N čestica. U stvarnom izračunu, međutim, umjesto ogromnog broja diskretnih sastavnih čestica zamišlja se kontinuirana razdioba tijela na sve sitnije dijelove, koji se graničnim procesom prevode u diferencijalne elemente mase {\displaystyle \scriptstyle dm} odnosno volumena {\displaystyle \scriptstyle dV}. Tako se sume iz gornje jednadžbe prevode u integrale, što omogućuje korištenje poznatih metoda diferencijalnog računa:
{\displaystyle {\vec {r}}_{C}={\frac {1}{m}}\int _{V}{\vec {r}}\,\mathrm {d} m}       (gdje je   {\displaystyle m=\int _{V}\,\mathrm {d} m}   ukupna masa tijela).
Integriranje je samo simbolički naznačeno donjim indeksom uz integral: podrazumijeva se da su to trostruki određeni integrali po cijelom volumenu ("V") tijela, kojima se konkretne granice definiraju po vanjskoj konturi tijela. Usto se u stvarnom računu diferencijalni element mase obično opisuje pomoću gustoće ρ (koja je funkcija položaja), tj. {\displaystyle \scriptstyle dm=\rho \,dV}, pa formula poprima oblik
{\displaystyle {\vec {r}}_{C}={\frac {1}{m}}\int _{V}{\vec {r}}\,\rho \,\mathrm {d} V}       (gdje je   {\displaystyle m=\int _{V}\rho \,\mathrm {d} V}   ukupna masa tijela).
Centar masa homogenog tijela računa se samo pomoću njegovog volumena V. Budući da homogeno tijelo ima posvuda jednaku gustoću, ona se u gornjem izrazu za položaj centra masa vadi ispred integrala i pokrati s gustoćom u izrazu za masu {\displaystyle \scriptstyle m=\rho V}, pa se dobiva:
{\displaystyle {\vec {r}}_{C}={\frac {1}{V}}\int _{V}{\vec {r}}\,\mathrm {d} V} .

## Obrazloženje definicije
Budući da se gibanje čestice opisuje samo jednim vektorom položaja, njezina brzina i ubrzanje mogu se jednoznačno odrediti kao prva odnosno druga derivacija toga vektora položaja po vremenu. Zato je definiranje veličina i formuliranje zakona klasične mehanike najjednostavnije i najjasnije u slučaju čestice. Primjerice, poznati i praktični oblik 2. Newtonovog aksioma (u nerelativističkoj aproksimaciji) "suma sila jednaka je umnošku mase i akceleracije" predstavlja posve jasnu tvrdnju za pojedinu česticu: radi se o sumi svih sila koje djeluju na česticu, o masi čestice, te o akceleraciji čestice koja je jasno definirana preko njezinog vektora položaja.
No, postavlja se pitanje da li je moguće te zakone i veličine na sličan način formulirati i za sustav čestica, odnosno za tijelo kao cjelinu. Za spomenuti Newtonov aksiom, na primjer, nije unaprijed jasno da li je moguće i kako treba definirati pojam "akceleracija tijela", jer se tijelo sastoji od mnoštva čestica koje mogu imati različite akceleracije. Pokazuje se da rješenje problema omogućuje definicija centra masa.
U tu svrhu, analiziramo tijelo kao sustav čestica: za svaku česticu napišemo jednadžbu {\displaystyle \scriptstyle \Sigma {\vec {F}}=m{\vec {a}}} ("suma sila jednaka je umnošku mase i akceleracije"), pa zbrojimo sve te jednadžbe. Ako za primjer uzmemo sustav od samo tri čestice s masama m1, m2, m3 odnosno akceleracijama {\displaystyle \scriptstyle {\vec {a}}_{1},{\vec {a}}_{2},{\vec {a}}_{3}} (a poopćenje na više čestica, odnosno tijelo, je očigledno), nakon zbrajanja dobivamo
{\displaystyle \scriptstyle {\vec {F}}_{v}=m_{1}{\vec {a}}_{1}+m_{2}{\vec {a}}_{2}+m_{3}{\vec {a}}_{3}}
gdje je {\displaystyle \scriptstyle {\vec {F}}_{v}} skraćena oznaka za zbroj svih vanjskih sila koje djeluju na sve čestice (unutarnje sile, kojima čestice eventualno međusobno djeluju, ponište se prilikom zbrajanja zbog zakona akcije i reakcije).
Na desnoj strani dobivenog izraza pojavio se zbroj umnožaka masa i akceleracija, koji nema očiglednoga smisla, ali na prvi pogled podsjeća na zbroj umnožaka masa i vektora položaja u definiciji centra masa. Jasno je da tu definiciju samo treba dva puta derivirati po vremenu da bi se od vektora položaja dobile akceleracije:
{\displaystyle \scriptstyle m\,{\vec {r}}_{c}=m_{1}{\vec {r}}_{1}+m_{2}{\vec {r}}_{2}+m_{3}{\vec {r}}_{3}}
{\displaystyle \scriptstyle m\,{\vec {v}}_{c}=m_{1}{\vec {v}}_{1}+m_{2}{\vec {v}}_{2}+m_{3}{\vec {v}}_{3}}
{\displaystyle \scriptstyle m\,{\vec {a}}_{c}=m_{1}{\vec {a}}_{1}+m_{2}{\vec {a}}_{2}+m_{3}{\vec {a}}_{3}}
Prva od tri gornje jednadžbe je definicija centra masa za sustav od tri čestice (pomnožena s ukupnom masom, tako da na desnoj strani ostanu samo mase i vektori položaja pojedinih čestica). Njezinim deriviranjem po vremenu dobiva se druga jednadžba (vektori položaja prelaze u brzine). Svaki pribrojnik {\displaystyle \scriptstyle m_{i}{\vec {v}}_{i}} je količina gibanja {\displaystyle \scriptstyle {\vec {p}}_{i}} pojedine čestice, npr. za prvu česticu {\displaystyle \scriptstyle {\vec {p}}_{1}=m_{1}{\vec {v}}_{1}}. Ukupna količna gibanja {\displaystyle \scriptstyle {\vec {p}}} sustava je, po definiciji, jednaka zbroju količina gibanja svih čestica. No, dobivena jednadžba pokazuje da se ona može dobiti i jednostavnije: kao umnožak ukupne mase sustava i brzine njegovog centra masa
{\displaystyle {\vec {p}}=m\,{\vec {v}}_{C}}
Posljednja u gornjoj skupini od tri analogne jednadžbe dobiva se daljnjim deriviranjem po vremenu, koje prevodi brzine u akceleracije. Ona pokazuje da je zbroj umnožaka {\displaystyle \scriptstyle m_{i}{\vec {a}}_{i}} na desnoj strani jednak umnošku ukupne mase sustava i akceleracije njegovog centra masa. To konačno omogućuje tumačenje prethodnog rezultata, koji se dobio primjenom 2. Newtonovog aksioma na pojedinačne čestice:
{\displaystyle {\vec {F}}_{v}=m\,{\vec {a}}_{C}}.
Dakle, zakon "suma sila jednaka je umnošku mase i akceleracije" jednako vrijedi i za cijeli sustav odnosno tijelo, samo što se tvrdnja dnosi na akceleraciju njegovog centra masa, a u sumi sila (ovdje skraćeno označenoj kao {\displaystyle \scriptstyle {\vec {F}}_{v}}) preostaju samo sile koje izvana djeluju na sustav odnosno na tijelo.
Ako takvih sila nema (ili se zbrajanjem ponište), centar masa miruje ili se giba jednoliko pravocrtno (nema akceleracije), pa je ukupna količina gibanja konstantna. Pritom se pojedine čestice ili dijelovi sustava ili tijela mogu gibati na različite druge načine, odnosno mijenjati svoje količine gibanja i imati različite akceleracije.

## Primjer određivanja
Umjesto gornjih formula za centra masa, u kojima se koristi vektor položaja {\displaystyle \scriptstyle {\vec {r}}_{C}} kao oznaka za sve tri koordinate centra masa, u praktičnim se primjenama najčešće pojedina kooordinata zasebno računa. Tako npr. u Kartezijevom sustavu za x-koordinatu centra masa sustava od N čestica imamo (a i preostale dvije koordinate, ako je potrebno, računaju se iz analognih izraza):
{\displaystyle x_{C}={\frac {1}{m}}\sum _{i=1}^{N}m_{i}x_{i}}.
Račun ilustriramo na jednostavnom primjeru: na skici desno prikazan je čekić kojemu se centar masa nalazi na osi x zbog simetričnog rasporeda masa. Na početnom dijelu osi naznačene su jedinice duljine (npr. centimetri): glava čekića mase m1=2 kg ima centar masa u svojemu središtu, na koordinati x1=2 cm, a drška mase m2=0,5 kg na koordinati x2=6 cm.
Centar masa tijela s ovako opisanim dijelovima računa se (kako je već spomenuto) po formuli za centar masa sustava čestica, pa imamo
{\displaystyle \scriptstyle x_{c}={\frac {1}{m_{1}+m_{2}}}\,(m_{1}x_{1}+m_{2}x_{2})={\frac {1}{2,5}}\,(2\times 2\,+\,0,5\times 6)=2,8\,cm}.

## Odnos središta mase i težišta tijela
Iako među njima ima dosta sličnosti u praktičnim primjenama, u usporedbi s centrom masa pojam težišta nije tako jednoznačno definiran niti ima takav fundamentalni značaj u fizici. Već i njihove opisne definicije, "točka u kojoj kao da je sadržana sva masa tijela" (centar masa) i "točka u kojoj kao da je sadržana sva težina tijela" (težište), razotkrivaju glavne razlike i sličnosti. Za razliku od centra masa, težište ne ovisi samo o građi tijela nego i o gravitacijskom polju u kojemu se tijelo nalazi. No, u homogenom gravitacijskom polju težište tijela je ista točka kao i njegov centar masa.
Gravitacijsko polje na Zemlji skoro je sasvim homogeno, pa u većini praktičnih primjena nema potrebe u računu razlikovati težište tijela od centra masa. Primjerice, tornjevi Petronas u Maleziji visoki su oko 450 metara, a njihovo težište nalazi se samo oko 2 centimetra ispod centra masa (zato što gravitacijsko polje malo opada s visinom, pa je donja polovica mase malo teža od gornje). Stoga je sasvim razumljivo da mnogi jednostavniji tekstovi i elementarni udžbenici ne upozoravju na razliku između centra masa i težišta tijela, a neki te nazive koriste kao sinonime.
Ipak, težište tijela je konceptualno posve različit pojam od centra masa. U nehomogenom gravitacijskom polju njegov položaj nije jednoznačno povezan s tijelom: ako ga je uopće moguće definirati, položaj težišta ovisi o orijentaciji tijela u polju. Usto, čak i spomenuto malo odstupanje težišta od centra masa u približno homogenom Zemljinom polju može biti značajno kod preciznijih mjerenja. Zato su u poznatim standardnim udžbenicima iz fizike ta dva pojma jasno razdvojena.
U različitim Wikipedijama, međutim, najčešće se pojavljuje samo jedan članak, naslovljen ili kao "Težište" ili kao "Centar masa". U nekima od tih članaka, razlika između centra masa i težišta tijela opisana je korektno, u nekima je barem spomenuta, a u nekima uopće nije.